# Florin Acsinte
Florin Acsinte (n. 10 aprilie 1987, Botoșani, România) este un fotbalist român retras din activitate.